# Габровско-севлиевски партизански отряд
Габровско-севлиевският партизански отряд е подразделение на Осма горнооряховска въстаническа оперативна зона на НОВА по време на партизанското движение в България (1941 – 1944). Действа в района на Габрово и Севлиево.
Първите комунистически партизани в Габровско излизат в нелегалност през юни 1941 г. Създадената партизанска чета на 21 май 1942 г. води престрелка в гр. Габрово. Разраства се и са сформирани три чети с райони на действие с. Врабците, фабрика „Беров“ и с. Червен бряг (дн. Радецки). Прекъсват подбалканската жп линия, провеждат акции в. с. Етър, с.Банковци и с. Шошлека. Взривяват жп линията между гара Плачковци и Трявна.
През май 1943 година Габровската, Тревненската и Плачковската чета се обединяват в Габровски отряд „Цанко Дюстабанов“. Командир на отряда е Христо Орловски, политкомисар Иван Цонев. В периода ноември 1943 – април 1944 г. командир на отряда е Иван Райков. Напада мандри и мелници в Габровско, като преустановява правителствените доставки за фронта. Провежда акции в с. Бичкиня, с. Костадините, с. Страшка река (дн. кв. Водици). Завзема с. Шейново, с. Зелено дърво, с. Враниловци, горския пункт в местността „Лъгът“, кв. Трънето в гр. Габрово и разгромява полицейска засада. Води престрелка при с. Врабците, овладява хижа „Узана“ и напада барутната фабрика при гр. Севлиево.
Първите партизани в Севлиевско излизат в нелегалност през юни 1941 г. През септември 1942 г. е образувана Крушевската, а в началото на 1943 г., Кормянската и Горноросишката чета. Водят бой в обкръжение при с. Горна Росица, като след изтегляне провеждат акция в с. Бара (дн.под водите на яз. Александър Стамболийски). Прекъсват телефонната линия Велико Търново-София и провеждат акция в с. Богатово и с. Кормянско.
През юни 1943 г. Крушевската, Кормянската и Горноросишката чета се обединяват в Севлиевски отряд. Командир на отряда е Цвятко Стойков, политкомисар Вълчо Цанков. Води престрелка с полицейско подразделение при местността „Витата стена“ при с. Драгановци, провежда акция при с. Букурово. В бой загива командира на отряда Цвятко Стойков. Завзема с. Търхово и с. Петко Славейково. На 16 септември 1943 г. извършва двойната акция при с. Коевци и с. Батошево.
По решение на Окръжния комитет на БРП (к) в Габрово двата отряда се обединяват на 18 октомври 1943 г. в Габровско-севлиевски отряд. Командир на отряда е Иван Райков, политкомисар Вълчо Цанков. Провежда акции в с. Бериево, с. Вишовград, с. Живодери, с. Гайтаните и с. Химитлии. На 5 ноември 1943 г. води боя при с. Малкочево. През зимата на 1943 – 1944 г. обединеният отряд води боеве при хижите „Бузлуджа“ и „Равна гора“ и село Шипка. На 28 и 29 март 1944 г. отрядът се сражава в голямата Балванска битка при с. Крушево и с. Балван, при която успява да излезе от обкръжението на правителствените части. При бой край откритата от полицията партизанска болнична землянка, на 1 април 1944 г. загива най-младия партизанин Митко Палаузов. След възстановяване отряда провежда акции в с. Богатово, с. Емен, с. Острец и други.
На 9 септември 1944 участва в установяването на властта на ОФ в Габровско и Севлиевско.